# HolidayCheck
Die HolidayCheck AG mit Sitz in Bottighofen TG (Schweiz) ist ein Betreiber von Reisebuchungssportalen im Internet. Das Hauptgeschäftsmodell basiert auf der provisionsbasierten Vermittlung von Pauschalreisen, Hotels und Mietwagen sowie der Weiterleitung von Internetnutzern an andere Buchungsportale. In die Buchungswebsite ist eine Funktion zur Hotelbewertung integriert, die Informationen und den Austausch von Meinungen zu Reisen und Urlaub ermöglicht.
Das Unternehmen wurde 1999 gegründet und 2003 ins Handelsregister eingetragen. Seit 2006 gehört es zur HolidayCheck Group AG, die bis Mitte 2016 unter dem Namen Tomorrow Focus AG firmierte.
Im Geschäftsjahr 2016 erzielte das Unternehmen einen Umsatz von 107,3 Millionen Euro.

## Geschichte

### Gründung und Anfänge
Die Geschichte des Unternehmens begann im Jahr 1999, als Konstanzer Studenten ein Internetportal für Hotelbewertungen gründeten. Zunächst wurde die Seite unter der Domain Hotelbewertungen.de privat betrieben.
Im Sommer 2003 berichtete der Fernsehsender RTL über das Portal, was zu einem Durchbruch führte und die Unternehmensgründung anregte. Der Eintrag ins Handelsregister erfolgte am 19. November 2003. Zu den Gründern zählten Markus Schott, Hakan Öktem, Jens Freiter, Jörg Kampshoff und Sascha Vasic.

### Änderungen in der Eigentümerstruktur
Im Juli 2006 übernahm die Hubert Burda Media Holding über ihre Tochtergesellschaften Burda Digital Ventures und Tomorrow Focus AG für einen Kaufpreis (von mehr als 60 Millionen Euro) 80 % der Anteile an der HolidayCheck AG. Dabei erhielt Tomorrow Focus 51 % und Burda Digital Ventures 29 %. Im Jahr 2007 verkaufte Burda Digital Ventures ihre Anteile an die Tomorrow Focus AG. Zu diesem Zeitpunkt galt HolidayCheck bereits als Marktführer deutschsprachiger Hotel- und Reisebewertungsportale.
Im Februar 2009 erwarb die Tomorrow Focus AG über ihre Tochtergesellschaft TF-Beteiligungs GmbH weitere 14 % des Reiseportals für 21,6 Millionen Euro, wodurch sie ihren Anteil auf 94 % erhöhte. Die Unternehmensgründer hielten zunächst 6 %, verkauften diese Anteile jedoch im November 2013, sodass die Tomorrow Focus AG Alleineigentümerin wurde.

### Expansion und Führungswechsel
Mitte 2007 beschäftigte HolidayCheck etwa 35 Mitarbeiter.
Im Juli 2007 übernahm das Unternehmen den Mitbewerber Hotelcheck.de. 2008 erwarb HolidayCheck das Portal Urlaub.com.
Nach der Amtszeit von Hakan Öktem (bis 2009) übernahmen Jörg Trouvain (2009 bis 2012), Gilles Despas (2012 bis 2015) und Anja Keckeisen (2015 bis 2017) die Geschäftsführung. Christoph Ludmann, der seit 2006 für das Unternehmen tätig war, wurde im Juli 2017 Geschäftsführer.

### Jüngere Entwicklungen
Uta Fesefeldt wurde im Juli 2022 als weitere Geschäftsführerin des Unternehmens berufen.
Im Juli 2023 führte HolidayCheck die Testversion eines auf ChatGPT basierten Bewertungsassistenten ein, um das Schreiben von Reise- und Hotelbewertungen zu vereinfachen.

## Unternehmensstruktur und Dienstleistungen
Die HolidayCheck AG ist ein Tochterunternehmen der Unternehmensgruppe HolidayCheck Group AG (Hauptaktionär) und hat ihren Hauptsitz in Bottighofen (Schweiz). Weitere Standorte des Konzerns befinden sich in München (Deutschland), Posen und Warschau (Polen). Zur HolidayCheck AG gehört das Tochterunternehmen Holidaycheck Polska mit Sitz in Warschau.
Das Unternehmen betreibt Hotelbewertungs- und Reisebuchungsportale für Deutschland, Österreich und die Schweiz. HolidayCheck erzielt Vermittlungsprovisionen als Umsatzerlöse für die Vermittlung von Pauschalreisen, Hotels und Mietwagen. Zusätzlich generiert das Unternehmen Einnahmen aus Werbung auf seinen Webseiten sowie durch die Weiterleitung von Nutzern an andere Buchungsportale und Erlöse aus einem Clubmodell.

## Online-Reisebüro und Bewertungsfunktion
HolidayCheck vertreibt Angebote von 66 Reiseveranstaltern. Im Reiseforum tauschen sich laut Unternehmensangaben knapp 5 Millionen Mitglieder aus, und es wurden mehr als 12 Millionen Bewertungen abgegeben (Stand: 31. Dezember 2024). Monatlich verzeichnet Holidaycheck.de 13,5 Mio. Besuche; mit insgesamt rund 137 Millionen Seitenabrufen.
Seit 2004 betreibt das Unternehmen ein eigenes Online-Reisebüro für Pauschalreisen.

## Mitgliedschaften
HolidayCheck war Gründungsmitglied des Verbands Neue Touristik (VNT), einem Interessenverband, der sich für die Förderung neuer Vertriebswege für konzernfreie Reisevermittler einsetzt. Im Januar 2008 trat das Unternehmen dem Verband Internet Reisevertrieb (VIR) bei, der die größten kommerziellen Reiseverkäufer im Internet vereint, darunter Unternehmen wie Expedia und Opodo.

## Wahrnehmung

### Tests und Auszeichnungen
Im Jahr 2007 führte Stiftung Warentest eine Untersuchung zu Hotelbewertungen im Internet durch. Dabei erkannten nur HolidayCheck und Hotelkritiken gezielte Manipulationen, und von den acht getesteten Plattformen wurde lediglich HolidayCheck als brauchbar eingestuft. 2010 schnitt das Portal von sieben untersuchten Seiten erneut am besten ab. Auch 2012 belegte das Portal in einem Test zu Online-Hotelbuchungen den ersten Platz. Anfang 2017 wurde HolidayCheck wiederholt von Stiftung Warentest als Testsieger ausgezeichnet. Im Online-Reisebüro-Test von Stiftung Warentest vom Januar 2024 erhielt HolidayCheck die Gesamtnote «Gut» (2,1) und in der Kategorie Buchen und Stornieren als einziges Online-Reiseportal die Note «Sehr gut» (1,1)
Fachzeitschriften und Publikumsmedien haben ebenfalls die Angebote von HolidayCheck geprüft:
- Das Reisemagazin Clever reisen! ernannte die Plattform Anfang 2012 zum Testsieger.[45]
- Bei einem Test von Computer Bild wurde HolidayCheck 2015 ebenfalls Testsieger.
- Laut dem Magazin Test Bild vom Januar 2016 war die Plattform Testsieger in der Kategorie Online-Reiseanbieter.[46]
- Im Jahr 2016 wurde HolidayCheck im Ranking von Deutschlandtest und Focus Money als Kundenliebling in der Kategorie Reiseportale ausgezeichnet.[47]
- Eine Befragung von ServiceValue in Kooperation mit dem Handelsblatt kürte HolidayCheck im April 2017 zum besten Online-Händler im Bereich Reisebüros.
- Das Deutsche Institut für Service-Qualität ernannte HolidayCheck im Mai 2017 zum besten Online-Portal in der Kategorie Pauschalreisen.[48]
- In der N-tv-Befragung «Deutschlands Beste Online-Portale 2019» erreichte HolidayCheck Platz 1 unter den Pauschalreiseportalen.[49]
- Im Jahr 2020 belegte das Unternehmen im Handelsblatt-Ranking «Deutschlands beste Online-Händler» Platz 1 in der Branche Reisebüros.[50]
- Im Ranking «Deutschlands beste Reiseportale» von Deutschlandtest im Jahr 2022 erreichte HolidayCheck in der Kategorie Buchungsprozess Platz 2, in der Kategorie Produktauswahl Platz 4 und die Gesamtbewertung «Sehr gut»[51]

HolidayCheck vergibt seit 2005 seinerseits jährlich den Hotelpreis HolidayCheck Award, der auf Urlauberbewertungen basiert und in der Hotellerie anerkannt ist.

### Kritik und Filterung manipulierter Bewertungen
Als einer der grossen kommerziellen Reisevermittler mit einem umfangreichen Online-Angebot und einem eigenen Reisebüro-Callcenter sieht sich HolidayCheck dem Verdacht ausgesetzt, dass Bewertungen manipuliert werden könnten. Es besteht die Möglichkeit, dass Hoteliers oder beauftragte Agenturen versuchen, bestimmte Objekte durch positive Bewertungen «hochzuschreiben». Gleichzeitig könne es auch vorkommen, dass Wettbewerber oder deren Beauftragte negative, manipulative Kritiken abgeben. Zudem gab es Berichte über Fälle, in denen Hoteliers von Gästen mit angedrohten negativen Bewertungen erpresst wurden.
Um diesen Risiken entgegenzuwirken, implementierte HolidayCheck ein automatisches, zweistufiges Prüfverfahren für eingehende Bewertungen. Mithilfe von Filtern wird jede Bewertung auf auffällige Merkmale wie Katalogsprache und Beleidigungen überprüft. Auch die E-Mail- und IP-Adressen der Rezensenten werden kontrolliert. Auffällige Bewertungen werden anschliessend von einem 45-köpfigen Team manuell gesichtet. In einer Untersuchung von Stiftung Warentest im Jahr 2012 schnitt HolidayCheck bei fingierten Hotelbewertungen am besten ab und identifizierte vier von fünf Falschmeldungen.
Die Betreiber des Portals sehen in den Bewertungen einen Mehrwert für die Hoteliers: Positive Rückmeldungen bieten kostenlose Werbung für die Hotels, während negative Bewertungen Feedback zur Verbesserung ihrer Dienstleistungen liefern können.
HolidayCheck geht rechtlich gegen Unternehmen vor, die gefälschte Bewertungen verkaufen. Im November 2019 entschied das Landgericht München zugunsten von HolidayCheck in einem Verfahren gegen einen Verkäufer von Fake-Bewertungen (Urteil 17 HK O 1734/19) und erklärte den Verkauf solcher Bewertungen für rechtswidrig. 2021 gründete das Unternehmen die Initiative Gemeinsam gegen Fakebewertungen, in der sich verschiedene Unternehmen und Verbände für authentische Bewertungen einsetzen und gegen gefälschte Bewertungen vorgehen.
Im Oktober 2023 wurde eine auf Zypern ansässige Agentur namens Goldstar Marketing vom Landgericht München verurteilt, Schadensersatz zu zahlen. Der Agentur drohen künftig Geldstrafen bis zu 250.000 Euro oder Ordnungshaft, falls sie erneut gefälschte Bewertungen auf der Plattform HolidayCheck veröffentlichen sollte. Zudem wurde Goldstar Marketing verpflichtet, alle Fake-Bewertungen zu löschen und HolidayCheck darüber zu informieren, wer diese in Auftrag gegeben hat.

### Klage auf Rufschädigung und Klageabweisung durch den BGH
Von 2008 bis 2015 kam es zu einem Rechtsstreit zwischen einem Berliner Hotelier und HolidayCheck, der sich um die Frage drehte, ob eine als rufschädigend empfundene Bewertung entfernt werden sollte. Obwohl HolidayCheck der Löschaufforderung des Hoteliers nachkam, weigerte sich das Portal, eine strafbewehrte Unterlassungserklärung abzugeben. Die juristischen Auseinandersetzungen zogen sich über mehrere Instanzen und beschäftigten Gerichte in Berlin, Hamburg und Köln. Am 19. März 2015 wies der Bundesgerichtshof die Klage des Berliner Hoteliers letztinstanzlich ab. In seiner Entscheidung stellte das Gericht fest, dass Betreiber von Vergleichsportalen nicht verpflichtet sind, die Inhalte der Bewertungen im Voraus umfassend zu prüfen. Eine solche Verpflichtung sei nicht zumutbar. Der Betreiber hafte für negative Kritiken erst dann, wenn er von einer klaren Rechtsverletzung Kenntnis erlangt und nichts unternimmt, um diese zu beseitigen.